# 응우옌꽁프엉
응우옌꽁프엉(베트남어: Nguyễn Công Phương, 2006년 6월 3일~)는 베트남의 축구 선수로 현재 테꽁비엣텔에서 미드필더로 뛰고 있다.
1. ↑  “Nguyễn Công Phương”. 《soccerway》.